# Parafia św. Jakuba Apostoła w Żmijewie
Parafia Świętego Jakuba Apostoła w Żmijewie – parafia rzymskokatolicka w diecezji toruńskiej, w dekanacie Brodnica, z siedzibą w Żmijewie.

## Historia
- Parafia powstała w XIV wieku.

## Grupy parafialne
- Akcja Katolicka, „Caritas”, Żywy Różaniec, Papieskie Dzieło Dziecięctwa Misyjnego

## Miejscowości należące do parafii
- Anielewo, Brzezinki, Karbowo, Żmijewko, Żmijewo, Zbiczno, Zarośle